# Pastaza (canton)
Pour les articles homonymes, voir Pastaza.
Pastaza est un canton d'Équateur situé dans la province de Pastaza.